# Italo Casella
Italo Casella (* 21. Februar 1862; † 1936 in Buenos Aires) war ein italienisch-argentinischer Geiger.
Casella studierte an der Regia Scuola di musica in Parma und spielte nach dem Erwerb des Diploms 1881 in verschiedenen Theaterorchestern. Ab 1883 spielte er die Erste Geige im Orchester des Teatro Colón in Buenos Aires. 1884 ging er nach Montevideo, wo er am Conservatorio La Lyra unterrichtete und Bratschist im Quartetto Massi war. Von 1892 bis 1896 lebte er in Rio de Janeiro und war dort Geiger in einem Streichquartett. Im Jahr 1896 ließ er sich endgültig in Buenos Aires nieder. Dort war er Zweiter Geiger in einem Streichquartett mit Ferruccio Cattelani, José Bonfiglioli und Tommaso Marenco und Mitbegründer der Asociation del Profesorado Orquestal. Sein Sohn Enrique Mario Casella wurde als Komponist bekannt.